# Кара-Шоро (Баткенская область)
Кара-Шоро (кирг. Кара-Шоро) — село в Кадамжайском районе Баткенской области Кыргызстана. Входит в состав айылного аймака Орозбеков.

## География
Село расположено в восточной части области, на левом берегу реки Аксу, на расстоянии приблизительно 19 километров (по прямой) к юго-юго-западу от города Кадамжай, административного центра района. Абсолютная высота — 1903 метра над уровнем моря.

## Население
Согласно оценочным данным Национального статистического комитета Кыргызской Республики, численность населения села на начало 2023 года составляла 210 человек.
| год     | 2009 | 2014 | 2015 | 2020 | 2021 | 2023 |
| ------- | ---- | ---- | ---- | ---- | ---- | ---- |
| человек | 131  | 161  | 167  | 193  | 206  | 210  |